# Syneches spinidorsum
Syneches spinidorsum är en tvåvingeart som beskrevs av Mario Bezzi 1928. Syneches spinidorsum ingår i släktet Syneches och familjen puckeldansflugor.
Artens utbredningsområde är Fiji. Inga underarter finns listade i Catalogue of Life.